# Кубок Австрії з футболу 2008—2009
Кубок Австрії з футболу 2008–2009 — 74-й розіграш кубкового футбольного турніру в Австрії. Титул здобула Аустрія (Відень).

## Календар
| Раунд            | Дата                     | Матчі | Клуби   |
| ---------------- | ------------------------ | ----- | ------- |
| Попередній раунд | 18 липня - 2 серпня 2008 | 29    | 93 → 64 |
| 1/32 фіналу      | 14-17 серпня 2008        | 32    | 64 → 32 |
| 1/16 фіналу      | 12-13 вересня 2008       | 16    | 32 → 16 |
| 1/8 фіналу       | 28-29 жовтня 2008        | 8     | 16 → 8  |
| 1/4 фіналу       | 3 березня 2009           | 4     | 8 → 4   |
| 1/2 фіналу       | 21-22 квітня 2009        | 2     | 4 → 2   |
| Фінал            | 24 травня 2009           | 1     | 2 → 1   |

## 1/16 фіналу
Команда Горн пройшла до наступного раунду після жеребкування.
| Команда 1            | Рахунок      | Команда 2              |
| -------------------- | ------------ | ---------------------- |
| 12 вересня 2008      |              |                        |
| Вельс                | 0:0 пен. 5:3 | ЛАСК Лінц              |
| Рапід-2 (Відень)     | 2:1          | Альтах                 |
| Рід-2                | 0:5          | Штурм                  |
| Тренквалдер Адміра   | 1:0          | Гредіг                 |
| Вайц                 | 1:4          | Аустрія-2 (Відень)     |
| Парндорф             | 1:1 пен. 4:5 | Вінер-Нойштадт         |
| 13 вересня 2008      |              |                        |
| Вінербергер          | 4:3          | Санкт-Пельтен          |
| Ред Булл (Зальцбург) | 4:2          | Феклабрук              |
| Вюрмла               | 2:1          | Ред Булл-2 (Зальцбург) |
| Тренквалдер Адміра-2 | 0:3          | Аустрія (Відень)       |
| Вінер СК             | 0:4          | Маттерсбург            |
| Унтерфрауенгайд      | 1:2          | Лустенау 07            |
| Леобен               | 1:4          | Рапід (Відень)         |
| Шпітталь/Драу        | 0:3          | Капфенберг             |
| Аустрія Кернтен      | 1:1 пен. 2:4 | Рід                    |

## 1/8 фіналу
| Команда 1            | Рахунок | Команда 2          |
| -------------------- | ------- | ------------------ |
| 28 жовтня 2009       |         |                    |
| Рід                  | 3:2     | Рапід (Відень)     |
| Ред Булл (Зальцбург) | 1:2     | Аустрія-2 (Відень) |
| Лустенау 07          | 1:5     | Аустрія (Відень)   |
| Рапід-2 (Відень)     | 5:1     | Маттерсбург        |
| Вельс                | 0:3     | Капфенберг         |
| Вінербергер          | 0:1     | Вінер-Нойштадт     |
| Вюрмла               | 0:1     | Тренквалдер Адміра |
| 29 жовтня 2009       |         |                    |
| Горн                 | 0:1     | Штурм              |

## 1/4 фіналу
| Команда 1          | Рахунок      | Команда 2          |
| ------------------ | ------------ | ------------------ |
| 3 березня 2009     |              |                    |
| Тренквалдер Адміра | 2:2 пен. 4:3 | Рід                |
| Рапід-2 (Відень)   | 1:1 пен. 1:4 | Аустрія-2 (Відень) |
| Штурм              | 1:1 пен. 3:5 | Аустрія (Відень)   |
| Капфенберг         | 1:2          | Вінер-Нойштадт     |

## 1/2 фіналу
| Команда 1          | Рахунок | Команда 2          |
| ------------------ | ------- | ------------------ |
| 21 квітня 2009     |         |                    |
| Аустрія-2 (Відень) | 1:3     | Тренквалдер Адміра |
| 22 квітня 2009     |         |                    |
| Вінер-Нойштадт     | 0:1     | Аустрія (Відень)   |

## Фінал
| 24 травня 2009 17:30 (UTC+2) |

| Аустрія (Відень)             | 3:1 дч   | Тренквалдер Адміра |
| ---------------------------- | -------- | ------------------ |
| Окоті 60' Ачимович 94', 101' | Протокол | Лашет 72'          |

| Паппельштадіон, Маттерсбург Глядачів: 10 200 Арбітр: Томас Гангль |